# Tobipuranga ruficoxis
Tobipuranga ruficoxis là một loài bọ cánh cứng trong họ Cerambycidae.